# Ante Pavelić
Ante Pavelić (Bradina, 14 luglio 1889 – Madrid, 28 dicembre 1959) è stato un politico croato, fondatore del movimento fascista e nazionalista degli Ustascia e dittatore con il titolo di Poglavnik (Guida) dell'autoproclamato Stato indipendente di Croazia (NDH) dal 1941 al 1945.

## Biografia
I suoi genitori si erano spostati dalla regione montuosa della Lika nella Bosnia-Erzegovina, al tempo sotto il controllo dell'Impero austro-ungarico ma formalmente appartenente ancora all'Impero ottomano, per lavorare nella costruzione della ferrovia per Sarajevo.
Pavelić crebbe in un ambiente a maggioranza islamica, tanto da frequentare una Maktab, scuola elementare musulmana. Frequentò poi un collegio dei gesuiti a Travnik e da adolescente si avvicinò alle idee del nazionalista croato Ante Starčević, fondatore dello Stranka Prava ("Partito dei Diritti").

### L'attività politica
Dopo gli studi in legge a Zagabria si impegnò direttamente in politica nel partito, che si opponeva alla monarchia unitaria jugoslava e si batteva per l'indipendenza della Croazia. In particolare Pavelić immaginava uno Stato croato indipendente sotto patronato italiano. Fu eletto consigliere municipale a Zagabria e deputato al parlamento nazionale di Belgrado nel 1927. L'attività di Pavelić in quegli anni si era radicalizzata; la politica iugoslava era preda di forti contrasti che sfociavano in episodi violenti, come la sparatoria avvenuta nel parlamento belgradese il 20 giugno 1928, in cui perse la vita Stjepan Radić.
Pavelić si recò a Sofia per stabilire contatti con i terroristi macedoni del VMRO in ordine a complotti per rovesciare il regno. In seguito alla proclamazione della dittatura da parte di Alessandro I il 6 gennaio 1929, il giorno seguente proclamò la fondazione del movimento Ustascia (che divenne operativo solo l'anno seguente) e fuggì all'estero. Venne giudicato in contumacia e condannato a morte.
Rifugiatosi prima a Vienna, dove prese contatto con ufficiali austriaci anti-jugoslavi, e quindi in Italia, insieme ai membri della fazione più estremista del "Partito dei Diritti" diede effettivamente vita al movimento ustaša (da ustaš, "insorto", o "ribelle"). Il gruppo si dedicò, sotto l'egida del governo italiano, ad attività intimidatorie, e, nel 1934, riuscì ad assassinare il re Alessandro I a Marsiglia. Con l'appoggio del regime fascista italiano il movimento si ampliò, installando campi di addestramento nella stessa Italia (a Bovegno, Siena, a Borgo Val di Taro e Bardi sugli Appennini di Parma e a Riva del Garda) oltre che in Ungheria.

### Durante la seconda guerra mondiale

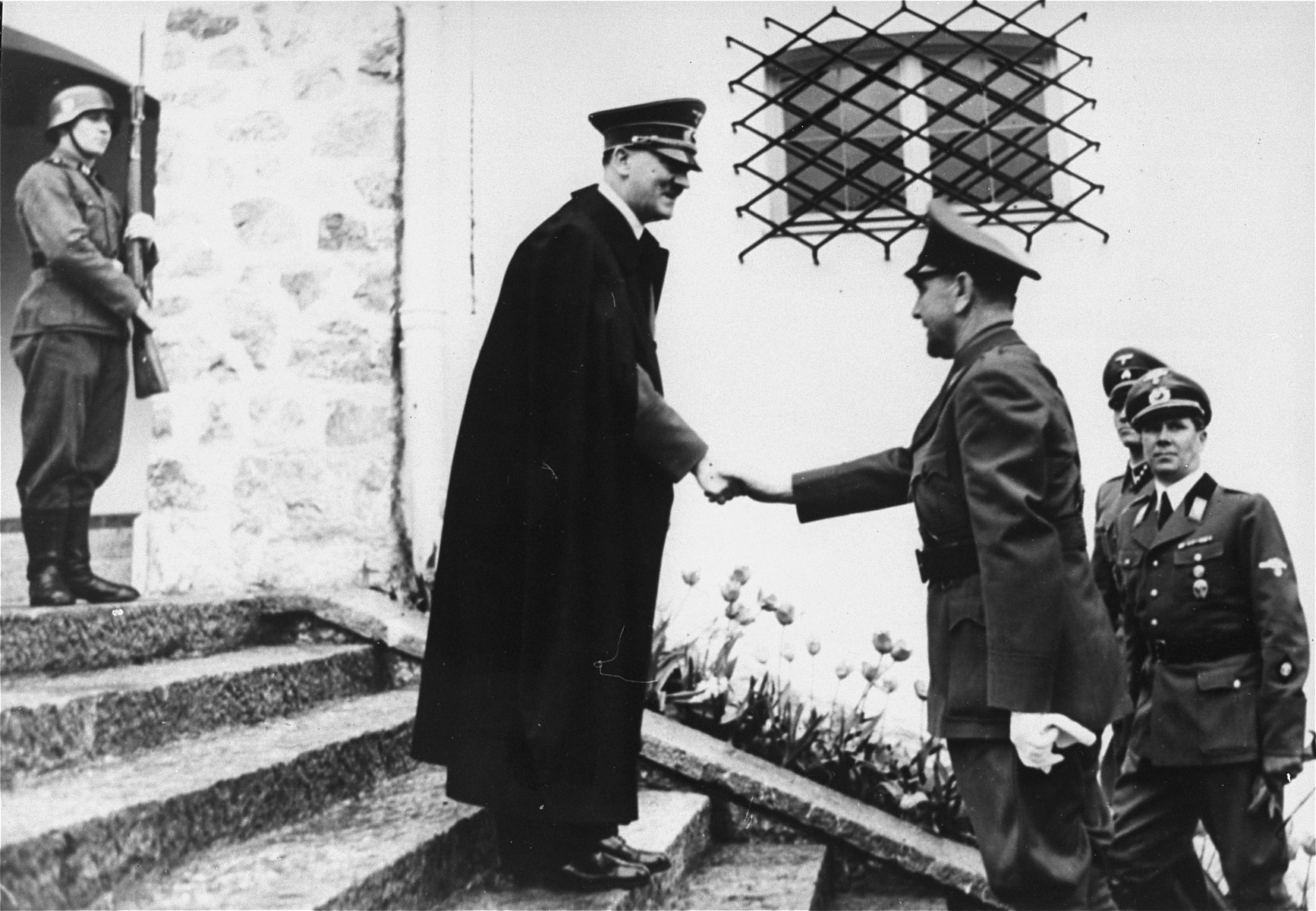
Hitler e Pavelić si incontrano il 9 giugno 1941

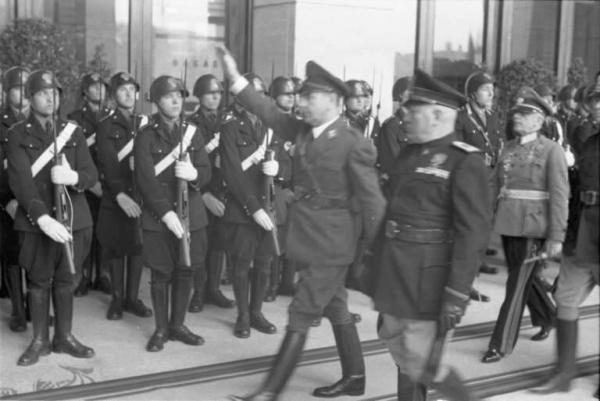
Pavelic a Roma con Benito Mussolini per firmare il patto omonimo, fotografia di Federico Patellani, 18 maggio 1941

Il 6 aprile 1941 il Regno di Jugoslavia fu invaso dalle forze dell'Asse e Pavelić divenne il capo dello Stato Indipendente di Croazia (NDH), comprendente anche la Bosnia ed una piccola parte della Serbia, di fatto dipendente dalla Germania e dall'Italia fascista, da cui riprese le istituzioni. La corona di Croazia venne offerta ad Aimone di Savoia-Aosta, che la cinse con il nome Tomislavo II, anche se non mise mai piede nella terra di cui era re. Gli italiani, inoltre, si erano annessi buona parte della costa dalmata, mentre i tedeschi esercitavano il pieno controllo militare sulla zona settentrionale.
Il regime di Pavelić, che basava il proprio fondamento ideologico sulla difesa dell'elemento etnico croato e sul cattolicesimo integralista, attuò una dura politica di repressione nei confronti degli elementi allogeni. Iniziò così una pulizia etnica contro serbi, ebrei, comunisti, zingari e ortodossi. Fu anche creata una rete di campi di concentramento, il più noto dei quali, il campo di concentramento di Jasenovac, è oggi monumento alla memoria degli eccidi perpetrati contro i serbi. Pavelić inoltre fu l’unico nella storia dell’umanità ad aver creato campi di concentramento dedicati ai soli bambini.
Certa storiografia post-bellica calcolava un totale di circa 800.000 serbi uccisi dal regime ustascia, partendo dal numero complessivo di 1.706.000 vittime di tutte le etnie presenti sul territorio jugoslavo nel periodo bellico compreso tra il 1941 ed il 1945. Fino ad anni recenti i dati sono stati accettati, e, ancora nel 1996, il Dr. Bulajić, direttore del "Museo per le Vittime del Genocidio" a Belgrado, attestava che le sole vittime del genocidio attuato a Jasenovac, secondo fonti attendibili, non ammonterebbero a meno di 700.000 vite umane.
Studi recenti sia serbi sia croati hanno cercato di ridefinire con maggiore obiettività l'entità delle perdite umane avvenute nel territorio jugoslavo durante la seconda guerra mondiale, alla luce anche del numero effettivo di abitanti in quel periodo e fermo restando che le atrocità commesse tra le diverse etnie slave una contro l'altra non possono essere ponderate da fredde cifre. Questi studi demografici indipendenti, prima fra tutti quello del demografo ed esperto di statistica dell'UNESCO, Bogoljub Kočović, poi quello del demografo delle Nazioni Unite Vladimir Žerjavić, hanno calcolato un numero di caduti rispettivamente pari a 1.014.000 o 1.027.000. Di questi i serbi caduti su tutto il territorio jugoslavo sarebbero 530.000 in base ai calcoli del croato Žerjavić, 487.000 secondo le stime del serbo Kočović.
Žerjavić calcola inoltre il numero dei caduti in territorio croato, ovvero nello Stato Indipendente di Croazia (NDH) governato da Pavelić, e li suddivide per etnie: 322.000 serbi, 255.000 croati e musulmani, 20.000 ebrei e 16.000 zingari. Comprese in questa cifra ci sono le vittime del campo di Jasenovac, dove sarebbero morti da 48.000 a 52.000 serbi, 13.000 ebrei, 12.000 croati e 10.000 zingari. La cifra totale sarebbe di circa 800.000, e questo è il dato oggi adottato anche dal Museo dell'Olocausto di Washington e dal Centro Simon Wiesenthal.
L'esercito di Pavelić combatteva a fianco delle forze dell'Asse contro il movimento comunista di Tito, membro delle forze Alleate, e contro i cetnici (partigiani monarchici serbi), fino a quando questi ultimi non divennero collaborazionisti dei nazisti.

### La fine della guerra
Il 6 maggio 1945 Pavelić lasciò Zagabria alla volta dell'Austria per conto proprio, probabilmente secondo un piano prestabilito, anziché assieme ad altri esponenti del suo governo, alcuni dei quali avevano già intrapreso il tragitto alcuni giorni prima. Il 7 maggio i tedeschi si arresero incondizionatamente agli alleati. Nei termini di resa sarebbero dovute ricadere anche le forze armate croate, ma il generale tedesco Löhr ne informò il Poglavnik e si liberò dell'ingombrante fardello lasciando il comando in capo dei sopravvissuti a Pavelić.
Il primo e unico comando da lui ufficialmente emanato fu di non arrendersi ai partigiani comunisti ma di dirigersi alla volta dell'Austria. Fu così che, malgrado il termine ufficiale del conflitto, si ebbero una serie di sanguinosi scontri successivi tra le truppe croate (regolari, ustaša e domobrani) e i partigiani che tentarono di sbarrare loro la strada, in special modo sulla Drava. Gli ultimi combattimenti si ebbero il 14 e 15 maggio presso Dravograd e Bleiburg.

### L'esilio
Pavelić riuscì a fuggire dapprima in Austria, quindi a Roma e infine in Argentina. Nel 1957 qualcuno esplose contro di lui due colpi di pistola. In seguito, scoperto il suo rifugio, fu costretto nuovamente a fuggire per evitare un'estradizione. Dopo aver riparato per alcuni mesi dal vescovo di Klagenfurt, in Austria, si rifugiò nella Spagna di Francisco Franco, dove fondò con altri esuli l'Accademia Cattolica Croata e la rivista Osoba I Duh ("Persona e Spirito"), firmando la traduzione del Nuovo Testamento nella lingua nativa.
Qui morì due anni più tardi, in seguito alle ferite riportate nell'attentato. Mentre per anni l'attentato fu creduto opera di un sicario dell'UDBA (servizi segreti jugoslavi), inviato dal governo jugoslavo, il tentativo di omicidio fu confessato nel 1999 da Blagoje Jovović, un cetnico serbo, in punto di morte.
Venne sepolto nel Cimitero di Sant'Isidoro a Madrid.

## Vita privata
Con la moglie Marija, che sposò nel 1922, ebbe tre figli: Višnja (1922-2015), Velimir (Braco; 1924-1998) e Mirjana (Ana; 1926-2005). Višnja e Velimir morirono a Madrid e non ebbero figli. Mirjana sposò un altro ustaša, Srećko Pšeničnik (1921-1999), con cui ebbe quattro figlie: Zvjezdana, Ajša, Ivana e Jelena.